# Tijolão
"Tijolão" é uma canção da dupla sertaneja brasileira Jorge & Mateus, lançada em 24 de maio de 2019 como single em todas as plataformas digitais de áudio e vídeo. Composta por Larissa Ferreira, Diego Silveira e Rafael Borges e produzida por Neto Schaefer, o videoclipe e áudio da canção foram gravados em 4 de maio de 2019, durante a edição anual do Villa Mix Brasília (a primeira que ocorreu dentro do Estádio Nacional de Brasília). A direção do vídeo foi feita por Anselmo Troncoso, diretor de conteúdo audiovisual de longa data da dupla, sendo incluída mais tarde no EP T.E.P.
Em 2020, recebeu uma certificação tripla de platina pela Pro-Música Brasil.

## Antecedentes e marketing
Para promover o lançamento da canção, o perfil oficial da dupla no Instagram teve todas as publicações deletadas (ocultadas) em 18 de maio de 2019, despertando a curiosidade das pessoas. Os motivos debatidos variaram entre uma invasão hacker e até mesmo uma possível separação da dupla até ser revelado o real motivo da ação: fazer uma alusão ao aparelho de telefone "Nokia Tijolão", que tem suas funções limitadas em mandar mensagem de texto e efetuar ligações, sendo a campanha de promoção para o lançamento da canção.

## Conteúdo e composição
A canção do trio Larissa Ferreira, Diego Silveira e Rafael Borges retrata a situação de uma pessoa que decide largar as redes sociais para não ver a felicidade do ex-amor e cita uma marca de aparelho celular que fez sucesso nos anos 2000. “Eu vou trocar meu celular num Nokia tijolão / Que só manda mensagem e faz ligação / Se eu ver mais um vídeo seu, sem eu, sendo feliz / Certeza que a minha vida vai tá por um triz / Me mata não, essa internet virou arma na sua mão”, diz a letra. "A canção nos leva de volta à forma simples e menos dolorida que as redes sociais hoje nos inclui. Ela relembra esse tempo em que só mandar mensagem e fazer ligação de certa forma nos deixava mais felizes", diz Jorge.

## Faixas e formatos
"Tijolão" foi lançado como single em streaming nos serviços Spotify, Deezer, YouTube Music e Tidal e para download digital no iTunes e Google Play Music, contendo somente a faixa, com duração total de dois minutos e cinquenta e cinco segundos.
| Streaming e download digital |                     |         |  |
| N.º                          | Título              | Duração |  |
| 1.                           | "Tijolão (Ao Vivo)" | 2:55    |  |

## Recepção

### Desempenho comercial
Quatro dias após seu lançamento oficial, "Tijolão" obteve cinco milhões de visualizações no YouTube e dois milhões de streams no Spotify, marcando um expressivo lançamento nas plataformas digitais. Em sua primeira semana de execução nas rádios, a canção atingiu a trigésima sétima posição, com 6.611 execuções, de acordo com a empresa de monitoramento ConnectMix.
O desempenho comercial permaneceu satisfatório e a canção atingiu em menos de um mês a marca de 20 milhões de visualizações no YouTube, além de figurar nas listas Top 50 do Spotify e Top 100 da Deezer.
Na semana de 14 a 20 de julho, a canção figurou pela primeira vez entre as três mais executadas nas rádios brasileiras, permanecendo na lista desde então, atingindo o pico na segunda posição. No mesmo mês, "Tijolão" alcançou a marca de 60 milhões de visualizações no YouTube, além da primeira posição da lista Top Brasil do Spotify.

### Certificações
| País (Provedor)                                              | Certificação | Unidades/vendas certificadas |
| ------------------------------------------------------------ | ------------ | ---------------------------- |
| Brasil (Pro-Música Brasil)                                   | 3× Diamante  | ±900 000                     |
| Dados de vendas + streaming baseados apenas na certificação. |              |                              |

### Crítica
O portal de notícias G1 criou o subgênero "sertanejo insano" para classificar canções que, no ponto de vista pessoal, trazem letras sobre ciúme e possessividade. "Tijolão" foi classificada como uma canção do "sertanejo insano", seguindo a mesma definição dada para outros dois singles da dupla: "Propaganda" e "Contrato".